# Ministère des Affaires étrangères (Palestine)
Pour les articles homonymes, voir Ministère des Affaires étrangères.
Le ministère des Affaires étrangères de Palestine (en وزارة الخارجية والمُغتربين الفلسطينية, est l’administration responsable de la politique étrangère et européenne de la Palestine.
Le titulaire actuel est le Premier ministre Mohammad Mustafa, ministre des Affaires étrangères.

## Histoire
En juin 2006, Israël a attaqué deux fois le bureau du ministère dans la ville de Gaza. Les attaques étaient en réponse à la capture d'un soldat israélien quelques semaines auparavant,.

## Organisation

### Ministre
Depuis le 31 mars 2024, Mohammad Mustafa, Premier ministre occupe également le portefeuille de ministre des Affaires étrangères.

### Liste des ministres des Affaires étrangères
| Ministre | Ministre | Ministre         | Parti          | Début           | Fin             |
| -------- | -------- | ---------------- | -------------- | --------------- | --------------- |
|          |          | Nabil Chaath     | Fatah          | avril 2003      | février 2005    |
|          |          | Nasser al-Qidwa  | Fatah          | février 2005    | mars 2006       |
|          |          | Mahmoud al-Zahar | Hamas          | 20 mars 2006    | 18 mars 2007    |
|          |          | Ziad Abu-Amr     | Sans           | 18 mars 2007    | 17 juin 2007    |
|          |          | Salam Fayyad     | Troisième Voie | juin 2007       | juillet 2007    |
|          |          | Riyad Al-Maliki  | Sans           | 22 juillet 2007 | 26 février 2024 |
|          |          | Mohammad Mustafa | Sans           | 31 mars 2024    | En fonction     |